# Lee Rock 2
Ne doit pas être confondu avec Rock Lee.
Série
Lee Rock
(1991) Lee Rock 3
(1992)
Pour plus de détails, voir Fiche technique et Distribution.
Lee Rock 2 (五億探長雷洛傳II之父子情仇, Ng yi taam jeung II, litt. « L'inspecteur à 500 millions de dollars 2 : Père et fils ») est un film hongkongais réalisé par Lawrence Ah Mon et sorti en 1991 à Hong Kong.
Tourné en cantonais, il est le deuxième volet d'une trilogie avant Lee Rock (1991), sorti le mois précédent, et Lee Rock 3 (1992), qui illustre la vie de Lui Lok, un membre haut-placé de la police de Hong Kong tombé pour corruption dans les années 1960. Ce deuxième film narre la période de pouvoir absolu de Lee Rock sur la ville et son train de vie luxueux jusqu'à l'arrivée d'un nouveau commissaire de police britannique déterminé à éradiquer la corruption et l'engagement de Bill Lee, le fils de Lee Rock, dans la nouvelle Commission indépendante contre la corruption et sa lutte farouche contre les activités de son père.
Il totalise 23 135 334 HK$ au box-office.

## Synopsis
En 1959, l'inspecteur étranger Reeve du quartier de Yau Ma Tei (en) prend sa retraite, ce qui conduit à une compétition entre Lee Rock (Andy Lau) et Ngan Tung (Paul Chun) pour prendre sa succession. Ngan Tung n'hésite alors pas à collaborer avec de nombreux hommes d'affaires et trafiquants de drogue de Hong Kong dans l'espoir de s'emparer du poste. Lee Rock refuse également de faire marche arrière. Bien que Ngan Tung obtienne finalement le poste, Lee Rock est promu détective en chef en Chine, un poste nouvellement créé, ce qui le place au-dessus de Ngan. Après sa prise de fonctions, il réforme les procédures de chaque département, obtenant le soutien de nombreux hommes d’affaires et son élan de changement semble s'accélérer à la différence de Ngan Tung, dont le pouvoir s'est effondré, ce qui renforce sa haine envers Lee. Par conséquent, il demande à l'homme de main du parrain Crabe royal d'assassiner Lee et celui-ci s'en sort in extremis. Pour éviter que Lee découvre qu'il était le commanditaire de la tentative d'assassinat, Ngan tue Crabe royal.
Durant les années 1960, le pouvoir de Lee Rock devient gigantesque. Non seulement il contrôle toutes les opérations de la police de Hong Kong, mais il investit également activement dans l'immobilier, le divertissement et dans de nombreux autres secteurs. Il devient une personnalité importante avec une fortune estimée à 500 millions de HK$.
En 1972, le Royaume-Uni envoie Sutcliffe à Hong Kong pour devenir le nouveau commissaire de police. Il découvre que la police de Hong Kong est extrêmement corrompue, faisant de toute la communauté un foyer de criminalité, et devient déterminé à lutter activement contre toutes les activités criminelles. Cela rend la vie difficile à Lee et tous les autres. En 1974, la Commission indépendante contre la corruption est créée et s'engage dans la lutte contre toutes formes de corruption, ce qui amène Lee Rock à songer à une retraite anticipée. Il décide de transférer tous ses actifs au Canada et d'émigrer là-bas avec sa famille.
L’arrivée de sa fiancée Rose (Chingmy Yau) à Hong Kong coïncide avec le moment où la polygamie est interdite. Ne supportant pas d'être la maîtresse de Lee qui est marié à Grace, elle choisit de partir en Australie avec leur fils Bill Lee (Aaron Kwok). Elle travaille dur pour l'élever, et ils reviennent à Hong Kong une fois qu'il est devenu grand et intègre la Commission indépendante contre la corruption. Il découvre les crimes de son père ce qui l'amène à le haïr fortement. Le conflit entre le père et le fils cause des soucis à Rose qui tombe malade et est hospitalisée. Lorsque Lee Rock apprend qu'elle se meure, il se précipite à l'hôpital mais est poursuivi en même temps par le frère cadet du parrain Crabe royal de retour des Pays-Bas pour venger son frère et qui a cru Ngan qui lui a dit que Lee était le responsable. Celui-ci est blessé par balle et est témoin de la mort de Rose à l'hôpital. Lui et son fils Bill réussissent cependant à mettre les tueurs hors d'état de nuire, ce qui améliore leurs relations.
À la fin, la corruption est toujours très répandue à Hong Kong, en particulier dans les forces de police et divers officiers de police sont arrêtés par la Commission indépendante contre la corruption. Lee Rock, qui est recherché, a refait sa vie au Canada avec sa famille.

## Fiche technique
- Titre original : 五億探長雷洛傳: 雷老虎
- Titre international : Lee Rock 2
- Réalisation : Lawrence Ah Mon
- Scénario : Chan Man-keung et Chan Wah
- Photographie : Andrew Lau et Gigo Lee
- Montage : Kong Chi-leung et Yu Shun
- Musique : Chow Kung-shing
- Production : Jimmy Heung et Wong Jing
- Société de production : Win's Pictures
- Société de distribution : Golden Harvest
- Pays d'origine :  Hong Kong
- Langue originale : cantonais
- Format : couleur
- Genre : gangsters, policier
- Durée : 111 minutes
- Dates de sortie :
  -  Taïwan : 14 septembre 1991
  -  Hong Kong : 10 octobre 1991

## Distribution
- Andy Lau : Lee Rock
- Sharla Cheung : Grace Pak
- Aaron Kwok : Bill Lee/le père de Lee Rock/l'agent procédant à l'arrestation de Ngan Tung en 1974.
- Ng Man-tat : Lardo
- Chingmy Yau : Ha/Rose
- Paul Chun : le sergent Ngan Tung
- Charles Heung : le sergent Lam Kong
- Michael Chan (en) : Crabe royal
- James Tien : Pak/Poisson d'argent
- Victor Hon : Ng Sik-ho
- Louis Roth : le commissaire Alan
- Wong Chi-keung : l'inspecteur Yeung
- Peter Chan : Kirin/Dragon de feu
- Jameson Lam : l'inspecteur Rock à la gare
- Cheung Tat-ming (en) : Ng Hak-ping
- Hung Yan-yan : Tête de crevette/Lu
- John Wakefield : le traducteur du commissaire Alan
- Dave Lam : l'inspecteur Tak
- Wai Ching : le sergent à la réunion
- Wong Siu-ming : l'inspecteur avec l'arme dans le bar
- Danny Chow : un homme de Tête de crevette
- Ridley Tsui : un homme de Tête de crevette
- Wong Chi-keung : un voyou agressé
- Ho Wing-cheung : un voyou agressé
- Michael Dinga : un officier de la commission anti-corrumption
- Tam Wai-man : un agresseur
- Jim James : un officier de policer
- Lam Foo-wai : un voyou
- Lau Chi-ming : un homme de Tête de crevette à l'hôpital
- Tsim Siu-ling : un homme de Tête de crevette à l'hôpital
- Huang Kai-sen : un homme de Tête de crevette à l'hôpital